# Antoine Neyrot
Antoine Neyrot, né vers 1425 à Rivoli et mort martyrisé le 10 avril 1460 à Tunis, est un religieux catholique italien du XVe siècle, membre de l'ordre des Dominicains. Il est fêté le 10 avril.

## Biographie
Natif de Rivoli, dans le diocèse de Turin, Antoine Neyrot entre tout jeune au couvent San Marco à Florence, où il a pour frères Antonin de Florence (prieur) et Fra Angelico. Il fait profession comme frère prêcheur.
Capturé par des pirates maures et conduit à Tunis, il apostasie, devient musulman et se marie. Pris de remords, il se convertit à nouveau au christianisme après quelques mois et revêt l'habit dominicain. Il confesse alors publiquement sa foi, et meurt lapidé  à Tunis le 10 avril 1460.
Il est béatifié le 22 février 1767 par le pape Clément XIII.
Sa fête est fixée au 10 avril selon le Martyrologe romain.
L'église d'Hammamet en Tunisie a porté son nom.